# Silesia City Center

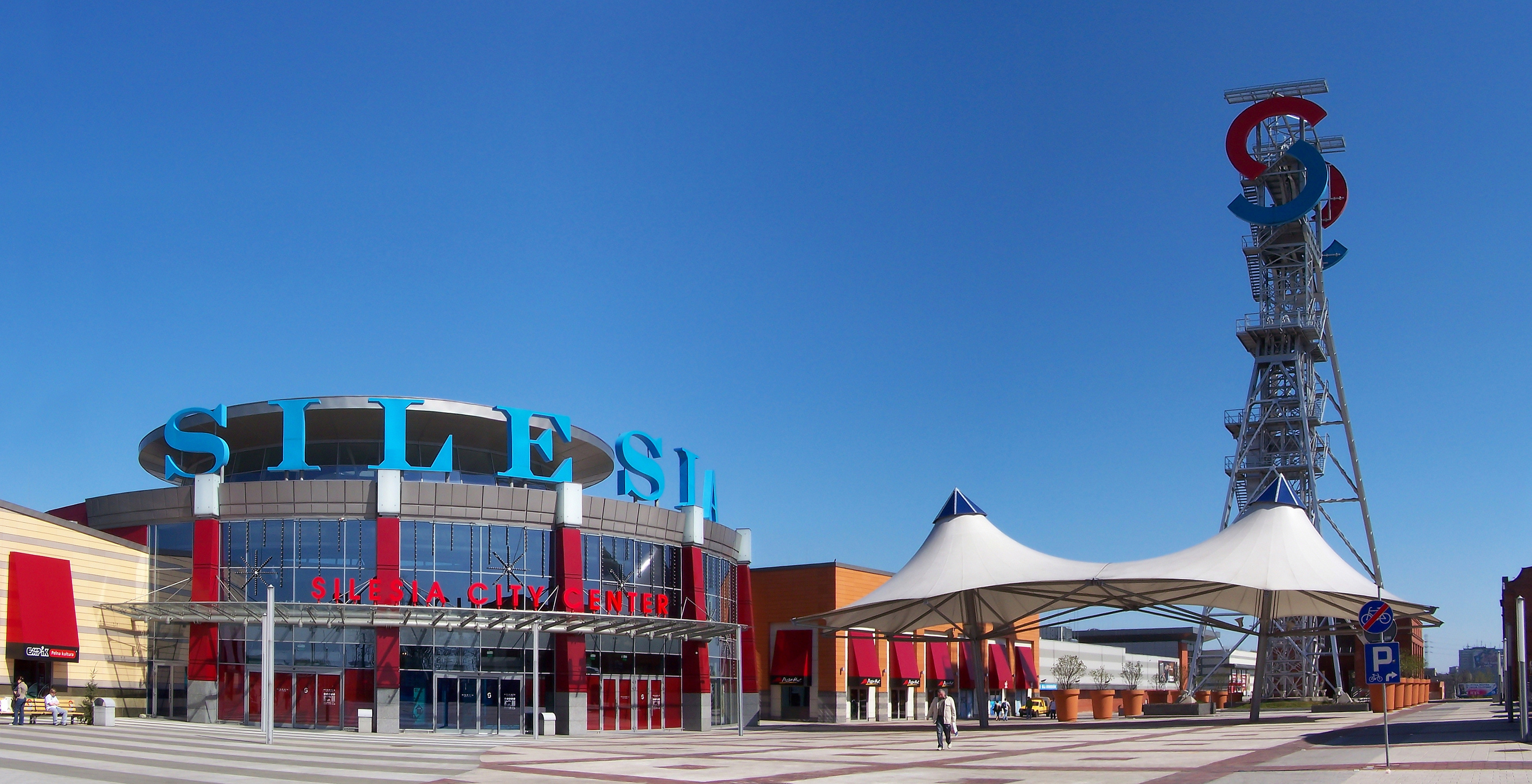
Lối vào chính

Silesia City Center là một trung tâm mua sắm ở Katowice, Silesia, Ba Lan. Nó được khai trương vào năm 2005 và đây là một trong những trung tâm lớn nhất ở châu Âu.
Tổng diện tích của nó bao gồm vài nghìn mét vuông, trong đó 650 000 mét vuông là một khu thương mại, 100 000 mét vuông là một bất động sản nhà ở và 600 000 mét vuông là một văn phòng. Nó nằm ở Katowice dọc theo Đường 107 Chorzowska (vùng đất trước đây thuộc về mỏ than KWK Gottwald). Tòa nhà được khai trương ngày 18 tháng 11 năm 2005. Một nhà đầu tư là công ty Hungary - TriGranit Development Corporation.

## Phía trong
Tổng cộng, tại Trung tâm thành phố Silesia có gần 850 cửa hàng, 40 phòng chiếu phim (Thành phố điện ảnh), trung tâm giải trí Thành phố vui chơi (với khu giải trí, câu lạc bộ, bida và sân chơi bowling), ngân hàng và nhà hàng. Trên sân thượng có một khu vườn. Có một số bãi đậu xe ngầm cho 3000 xe hơi (một màu đỏ và một màu xanh), hai bãi đậu xe được bảo vệ và một bãi miễn phí cho xe đạp. Bên trong, ở Quảng trường nhiệt đới, có một đài phun nước, có nước được phun lên khoảng 13 mét. Trung tâm được chia thành 43 đại lộ, được đặt tên theo các thành phố chính ở Vùng Śląsk và Zagłębie, và 145 quảng trường, đóng vai trò là nơi tạo điều kiện cho các cuộc họp và giải trí. Các cửa hàng nằm quanh các quảng trường và đại lộ này, có tổng chiều dài hơn 10 km.
Vào tháng 1 năm 2007 trên khu vực của SCC, các điểm cho phép truy cập Internet đã được thành lập. Internet cũng hoạt động ở Quảng trường nhiệt đới và trung tâm giải trí Thành phố vui vẻ.
SCC có sân trượt băng,cho thuê áo choàng và thuê giày trượt từ tháng 12 đến tháng 3.

## Vùng lân cận
Các tòa nhà lịch sử của một khu mỏ cũ, nằm ở một điểm trung tâm - gần lối vào khu vực mới - đã được khôi phục và chức năng của chúng đã thay đổi. Tháp cổ của trục 'Jerzy' là biểu tượng của sự kết hợp giữa quá khứ với tương lai. Bên ngoài, các cuộc triển lãm kết nối với khai thác được lắp ráp. Mục đích của họ là để nhắc nhở về bản chất trước đây của nơi này. Trong một tòa nhà được khôi phục, ví dụ, phòng trưng bày nghệ thuật của một công ty Almi Decor và trụ sở của ban quản lý SCC. Gần đó, cũng có một nhà nguyện của Saint Barbara (một vị thánh bảo trợ của những người khai thác), được thánh hiến ngày 3 tháng 12 năm 2005.

## Các kế hoạch
Hiện tại, khu nhà ở mới Dębowe Tarasy, hình thành nên SCC và nằm ở phía bắc của khu phức hợp, đang được xây dựng. Đó là một giai đoạn thứ hai của việc xây dựng trung tâm đô thị. Tất cả các nhà ở trong Dębowe Tarasy đã được bán (tháng 9 năm 2007).
Silesia Towers có nghĩa là một khu phức hợp gồm hai tòa nhà cao tầng dọc theo đường 109 Chorzowska, được xây dựng vào tháng 12 năm 2007. Hoàn thành xây dựng tòa nhà thấp hơn được lên kế hoạch vào cuối năm 2009 và cao hơn vào giữa năm 2010.
Các khối tháp sẽ tọa lạc trong một khu phố của trung tâm mua sắm SCC và khu nhà ở Dębowe Tarasy, đối diện Trung tâm thương mại Silesia. Chúng sẽ tạo thành một loại cửa ngõ vào Thành phố Katowice từ Chorzów.
Các tòa nhà sẽ là khối văn phòng hiện đại hạng A. Chúng sẽ được kết nối với SCC bằng một đường hầm dưới mặt đất. Tác giả của một dự án là kiến trúc sư nổi tiếng nhất Ba Lan Stefan Kuryłowicz (kế hoạch hoàn thành của ông là ví dụ PLL LOT và Tòa nhà Prosta ở Warsaw).
Các tòa nhà là phần thứ ba của kế hoạch được thực hiện bởi nhà phát triển Hungary - sau trung tâm mua sắm và bất động sản nhà ở. Khối tháp sẽ được trang bị hệ thống màn hình và thang máy hiện đại. Tòa nhà cao hơn sẽ là tòa nhà cao nhất ở Katowice, dẫn đầu danh hiệu hiện tại - nắm giữ bởi Altus.